# Амир, Исраэль
Исраэль Амир (ивр. ישראל עמיר‎, Израиль Овсеевич Заблудовский; 19 октября 1903 — 1 ноября 2002) — 1-й главнокомандующий ВВС Израиля.

## Биография
Израиль Заблудовский родился в Вильне, в семье Овсея Янкелевича (Лейбовича) Заблудовского (уроженца Друскеник) и Ханы-Стасы Кадышевны Клаузнер (родом из Трок). У него были сёстры Нехама (1899) и Эсфирь (1905), брат Езекииль (1910). Семья вскоре после его рождения поселилась в Троках, где он получил традиционное еврейское образование, затем окончил среднюю школу и два года учился в политехническом институте. Участвовал в работе организации «Гехалуц».
В 1923 году переезжает в подмандатную территорию Палестины. Больше года работает в каменоломнях и на строительстве в Иерусалиме, позже был сельскохозяйственным рабочим в Микве-Исраэль и Герцлии и строительным рабочим в Тель-Авиве. В 1928 году женился на Ривке Заводник, от которой у него было двое детей — Зива и Дан.
Свою военную карьеру начинает сразу после приезда в Палестину, вступив в ряды недавно созданной «Хаганы». С 1926 по 1937 год командовал региональными группами «Хаганы» в Микве-Исраэль, Тель-Авиве и Герцлии, с 1937 по 1940 год возглавлял отдел военного производства «Хаганы».
Считается организатором израильской военной промышленности: В 1935 году организовал две подпольные фабрики по производству боеприпасов, на которых было налажено кустарное производство ручных гранат и миномётов, — в последующие годы на основе этих фабрик развилась крупная государственная компания, известная сегодня как «Военная промышленность Израиля».
В 1941 году командовал Ярконским округом «Хаганы», включавшим её части в Петах-Тикве и Гуш-Дане, затем до 1946 года возглавлял службу разведки «Хаганы» — «Шай», а позже Иерусалимский округ «Хаганы».
Проведя в начале 1948 года несколько месяцев с особой миссией за границей, где занимался вопросами организации и снабжения будущей регулярной армии еврейского государства, в мае Амир вернулся в Палестину, где после провозглашения независимости Израиля получил звание сган-алуфа и возглавил формирование ВВС Израиля, в которые был преобразован существовавший в период мандата в составе «Хаганы» «Шерут Авир» (англ. Sherut Avir) были реорганизованы в военно-воздушные силы Израиля. В день вступления Амира в должность командующего ВВС в их распоряжении находились всего восемь исправных лёгких самолётов и ни одного действующего аэродрома. Новому командующему удалось организовать массовые закупки техники за границей, и к моменту заключения второго перемирия после «десяти дней боёв» в июле 1948 года лётный состав ВВС Израиля уже насчитывал 60 самолётов, включая истребители и бомбардировщики производства разных стран. Уже 2 июня начал работу аэродром для истребителей в Герцлии, затем вступили в строй другие аэродромы — в том числе аэродром бомбардировочной авиации в Рамат-Давиде и база транспортной авиации Тель-Ноф. В ряды ВВС были мобилизованы свыше 3000 бойцов. В течение нескольких месяцев пребывания в должности командующего ВВС Амир также позаботился об открытии лётных курсов, о подготовке для них учебной программы и об организации аэросъёмки и воздушной разведки.
С августа 1948 года Амир становится сотрудником министерства обороны Израиля, где возглавляет вначале управление кадров, а затем управление артиллерийско-технического снабжения. В январе 1952 года был назначен директором управления кадров Генерального штаба АОИ. В 1969 году демобилизовался, но ещё много лет занимался хозяйственной и общественной деятельностью, в том числе занимая пост заместителя председателя службы «Маген Давид Адом». Скончался в ноябре 2002 года, лишь несколько дней не дожив до своего столетия.